# Bildstock (Bad Bocklet, Rhönstraße 10)

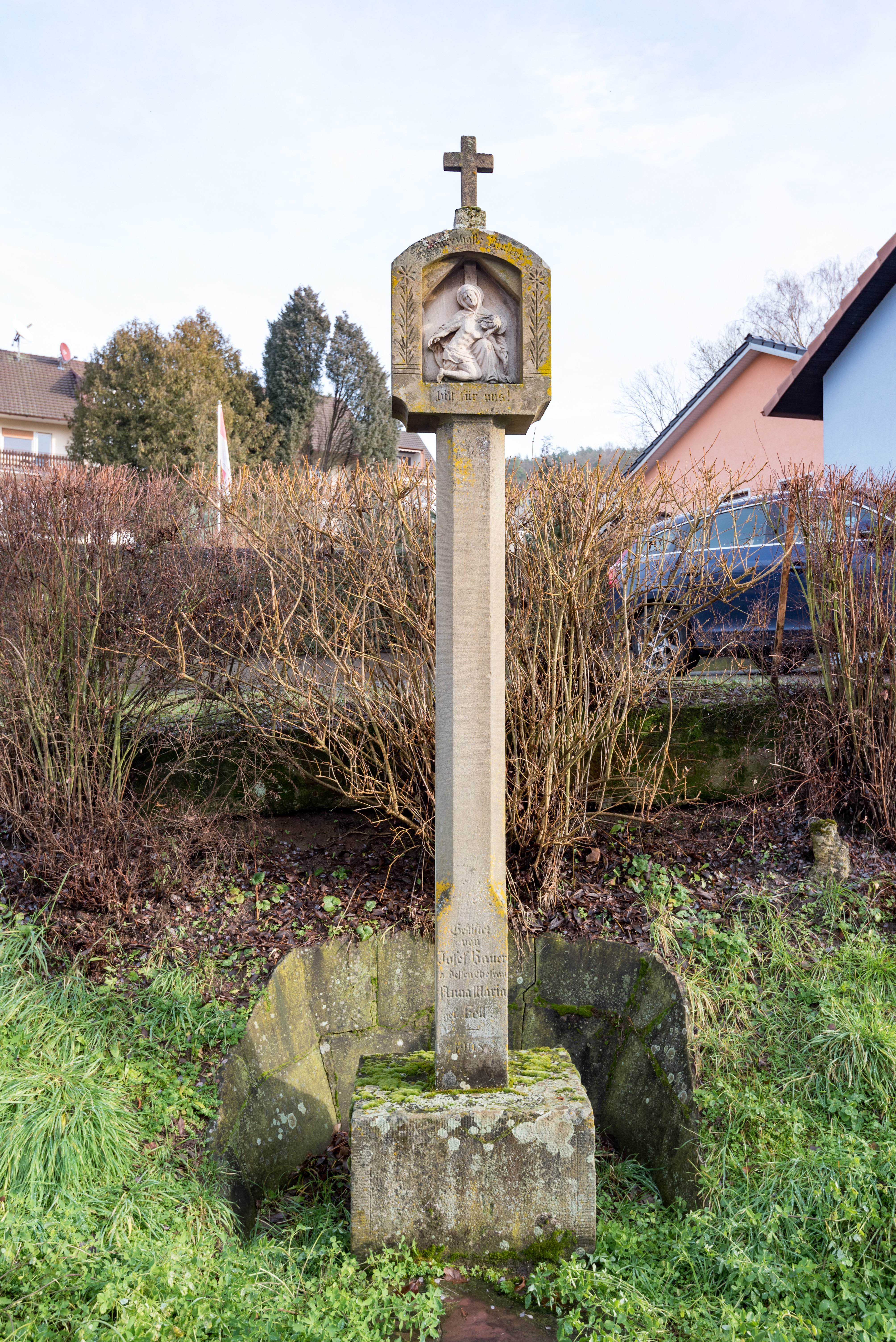
Bildstock, Bad Bocklet, Nähe Kurhausstraße

Das Wegkreuz Rhönstraße 10 ist ein Flurdenkmal im Markt Bad Bocklet im unterfränkischen Landkreis Bad Kissingen und befindet sich in der Rhönstraße 10. Der Bildstock gehört zu den Baudenkmälern von Bad Bocklet und ist unter der Nummer D-6-72-112-7 in der Bayerischen Denkmalliste registriert.

## Beschreibung
Der Bildstock besteht aus Sandstein und entstand im Jahr 1908.
Ein 210 cm hoher Schaft mit breit gefasten Kanten steht auf einer Grundplatte mit den Maßen 70 cm × 40 cm.
Der Aufsatz ist 50 cm breit und 60 cm hoch und bildet ein Rechteck mit halbrunden Abschluss. Diese Form findet sich wieder in der Eintiefung der Bildnische. Die dabei entstandene Rahmung ist an den Seiten mit stilisierten Blütenzweigen verziert und trägt die Inschrift:

„Schmerzhafte Mutter

bitt für uns“

Das gegossene Kunststeinrelief stellt die Vespergruppe dar mit Christus in einer ungewöhnlichen Haltung: kniend mit ausgebreiteten Armen. Am Fuß des Schaftes befindet sich folgende Stiftungsinschrift:

„Gestiftet

von

Josef Bauer

u. dessen Ehefrau

Anna Maria

geb. Fell

1908“

Die Aufstellung von Oberlehrer Michler und Gemeinderat Back aus dem Jahr 1964 erzählt über den Anlass der Stiftung:

„Als das Ehepaar Josef und Anna Maria Bauer auf dem Heimweg vom Feld mit ihrem Fuhrwerk verunglückten, ohne dabei zu Schaden zu kommen, machten sie das Versprechen, zu Ehren der schmerzhaften Muttergottes einen Bildstock errichten zu lassen.“